# Basisstelling van Hilbert
In de commutatieve algebra, een deelgebied van de wiskunde, zegt de basisstelling van Hilbert dat ieder ideaal in de ring van multivariate polynomen over een lichaam (Nederlands) of veld (Belgisch) eindig is gegenereerd. Dit kan als volgt in de algebraïsche meetkunde worden vertaald: elke algebraïsche verzameling over een veld kan worden beschreven als de verzameling van gemeenschappelijke wortels van een eindig aantal polynomiale vergelijkingen. De stelling is genoemd naar de Duitse wiskundige David Hilbert, die de basisstelling in 1888 als eerste bewees. 
Hilbert produceerde een innovatief "bewijs door tegenspraak". Hierbij maakte hij gebruik van volledige inductie; zijn methode geeft geen algoritme om het eindige aantal basispolynomen voor een gegeven ideaal te produceren: het toont alleen dat deze basispolynomen moeten bestaan. Men kan de basispolynomen bepalen door gebruik te maken van de methode van de Gröbner-bases.